# Udea altaica
Udea altaica is een vlinder uit de familie van de grasmotten (Crambidae), uit de onderfamilie van de Spilomelinae. De wetenschappelijke naam van deze soort is voor het eerst voorgesteld als Pyrausta austriacalis altaica door Hans Zerny in een publicatie uit 1914.
De soort komt voor in Mongolië (Altaj).